# Gnadochaeta nigrifrons
Gnadochaeta nigrifrons är en tvåvingeart som först beskrevs av Townsend 1892.  Gnadochaeta nigrifrons ingår i släktet Gnadochaeta och familjen parasitflugor. Inga underarter finns listade i Catalogue of Life.